# کاردگر محله (فریدونکنار)
کاردگر محله یک روستا در ایران است که در استان مازندران واقع شده‌است. کاردگر محله ۲٬۱۴۵ نفر جمعیت دارد.